# Cité d'Armadale
Pour les articles homonymes, voir Armadale.
Ne doit pas être confondu avec la ville d'Armidale en Nouvelle-Galles du Sud.
La Cité d'Armadale (City of Armadale en anglais) est une zone d'administration locale dans la banlieue de Perth en Australie-Occidentale en Australie à environ 28 kilomètres au sud-est du centre-ville. 
La zone est divisée en un certain nombre de localités :
- Armadale
- Bedfordale
- Brookdale
- Champion Lakes
- Forrestdale
- Karragullen
- Kelmscott
- Mount Nasura
- Mount Richon
- Roleystone
- Seville Grove
- Westfield
- Wungong

La ville a 14 conseillers et est découpée en 7 circonscriptions.

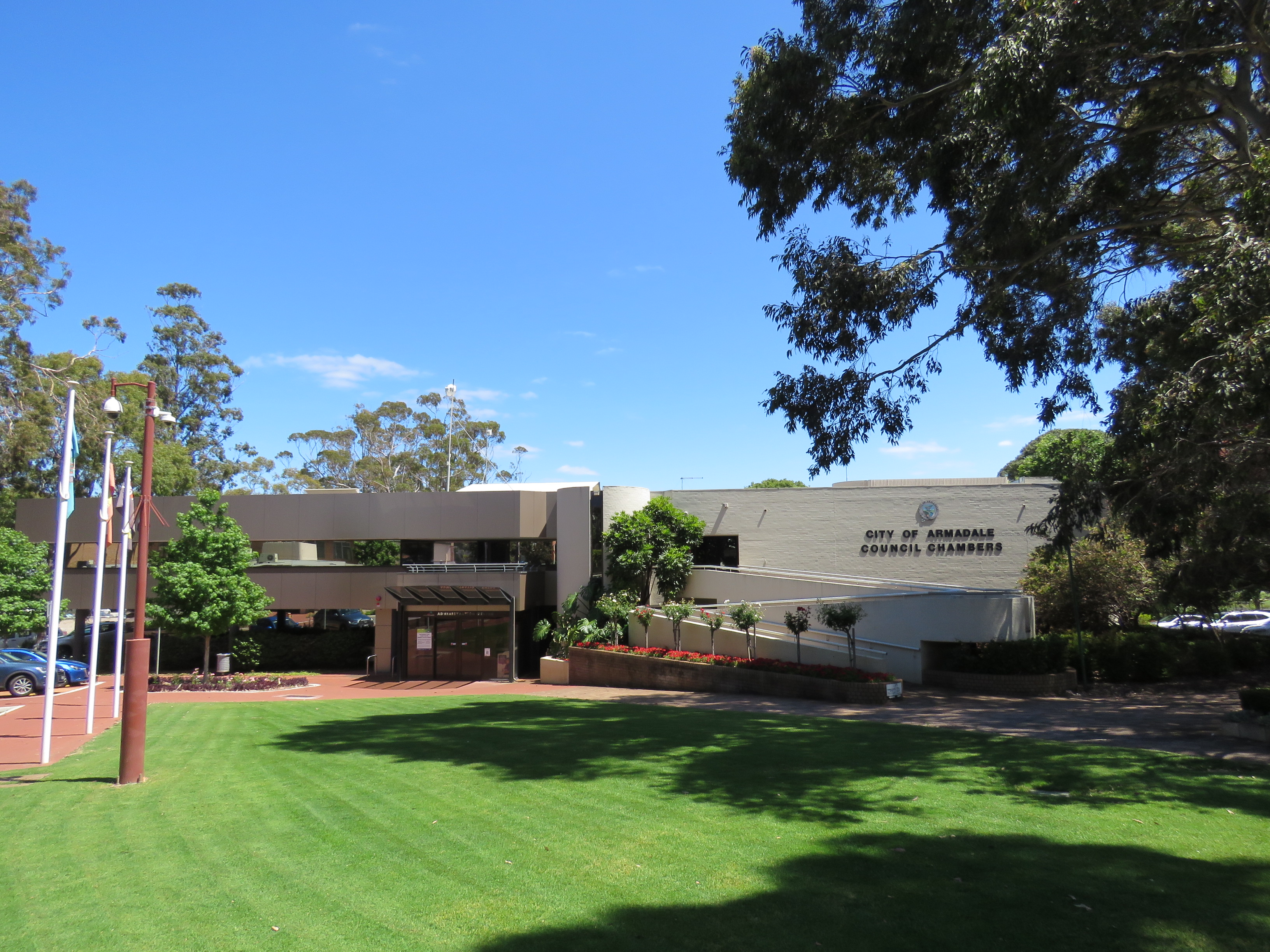
La salle du conseil de la ville d'Armadale, Australie occidentale